# Venê Casagrande
Venelouis Casagrande Faitanin Xavier (Rio de Janeiro-RJ, 12 de fevereiro de 1990), mais conhecido como Venê Casagrande, é um jornalista esportivo e youtuber brasileiro.

## Carreira
Jornalista formado na FACHA (Faculdades Integradas Hélio Alonso), no Rio de Janeiro, Venê começou sua carreira fazendo cobertura do dia a dia do Flamengo para o jornal O Globo. Por conta de uma polêmica com a comentarista Ana Thaís Matos, ele foi demitido.
Com passagens pelo Esporte Interativo, atualmente é repórter no jornal O Dia e comentarista esportivo no programa SBT Sports Rio.
Filmografia
| Período            | Emissora | Programa       | Cargo        | Ref.  |
| ------------------ | -------- | -------------- | ------------ | ----- |
| Jan-2022-atuamente | SBT      | SBT Sports Rio | Comentarista | [ 6 ] |

## Polêmicas e Controvérsias
- Em setembro de 2019, Venê Casagrande foi demitido da Globo após postar um tweet ofensivo e com palavrões direcionados a Ana Thaís Matos.[2] Mais tarde, ele se desculpou, excluiu o tweet, e explicou que o que aconteceu foi um grande mal entendido, já que uma terceira pessoa, que teria acesso à sua conta, é quem fez os comentários odiosos a respeito de Ana Thaís.[7]

- Em 2021, Gabigol, quando da comemoração da conquista do Campeonato Brasileiro daquele ano, fez críticas à forma como Venê traz informações sobre os bastidores do Flamengo. De acordo com Gabigol, o jornalista cria crises no clube, e por isso o chamou de "palhaço".[8]

- Venê volta e meia é criticado pelos torcedores do Flamengo por vazar com muita antecedência a escalação do time, e, segundo a torcida e também os técnicos do Flamengo, isso tem prejudicado o clube.[9]

- Em julho de 2022, Venê se envolveu em uma polêmica com o ex-jogador Diego Ribas. Em seus videos em seu canal no youtube, Venê sempre traz notícias dos bastidores do Flamengo, e em um desses vídeos, Venê afirmou que Diego fazia parte de um grupinho no Flamengo que trabalhava para derrubar técnicos. Por conta disso, em um dia em que o Venê foi ao Ninho do Urubu para fazer uma entrevista exclusiva ao SBT com o meia Thiago Maia, ele foi interrompido pelo Diego, que, filmando com seu celular, ironizou a presença do jornalista na sala de imprensa do clube, afirmando que "Venê era o homem das meias-verdades".[10] Diego postou esse video em suas redes sociais, e o video viralizou.[11] Após o episódio, a Associação de Cronistas Esportivos do Rio de Janeiro, ACERJ, publicou uma nota em repúdio ao atleta e cobrou explicações do clube.[12] Para encerrar o assunto e não criar mais polêmica, Venê, durante uma live em seu canal no YouTube, convidou o meia rubro-negro para uma partida de futevôlei.[11]

## Prêmios e Indicações
| Ano  | Prêmio       | Categoria | Resultado | Ref.   |
| ---- | ------------ | --------- | --------- | ------ |
| 2023 | Prêmio iBest | Esportes  | Indicado  | [ 13 ] |